# Titus Leber
Titus Leber (Zell am See, estat de Salzburg, 2 March 1951) és un escriptor i director de pel·lícules basades en música clàssica. És considerat com un dels pioners creatius de la fase de transició de l'era analògica a l'era digital. Des de mitjans dels vuitanta s'ha especialitzat en el disseny i producció de projectes culturals interactius a gran escala a Europa, Àsia i Àfrica.
Després d'assistir al Lycée Français de Vienne, Titus Leber va estudiar teatre, comunicació massiva i història de l'art a la Universitat de Viena (doctorat el 1976 amb una tesi sobre "El mètode multicapa", un intentar explorar el potencial de les imatges superposades per al pensament visual més enllà de la comunicació verbal).
A partir dels 14 anys, T. Leber va començar a fer pel·lícules experimentals que utilitzaven cada cop més l'esmentat "mètode multicapa", culminant amb les seves múltiples pel·lícules guanyadores de premis Kindertotenlieder ("Cançons sobre la mort dels nens" - 1976, nominada a l'Oscar al millor curtmetratge) i Schubert- Fremd bin ich eingezogen (1978- Premi Nacional d'Àustria per a la realització de cinema).
Després d'un any a l'American Film Institute de Hollywood, on es va graduar amb un diploma de director el 1979, Leber va tornar a Àustria per escriure i dirigir el seu primer llargmetratge, Anima-Symphonie Fantastique (1981), que va ser mostrada a la selecció oficial del 34è Festival Internacional de Cinema de Canes de 1981.(Fora de competició).
Del 1984 al 1985 va rebre una beca Erwin Schrödinger de l'Acadèmia de Ciències d'Àustria, per investigar al Centre d'Estudis Visuals Avançats (CAVS) del MIT. Allà va desenvolupar el seu "Image Reactor"®, una instal·lació interactiva de Laserdisc que utilitza matrius d'imatges permutatives complexes per simular el pensament visual.
El 1985 va participar a la Biennal de São Paulo amb la instal·lació "The Glassbead Game Installation", que mostra una aplicació interactiva semblant a un joc que consisteix en un flux continu d'imatges relacionades en creu.
Entre 1986 i 1990 va crar les dues produccions emblemàtiques "Vienna Interactive" i "Mozart Interactive". Va crear l'empresa "Iconomia". Entre 1991 i 1997 va treballar a París, on va realitzar la pel·lícula HDTV en 3D Les très Riches Heures du Louvre en col·laboració amb la UNESCO i el Museu del Louvre, i va desenvolupar el projecte "Europe Interactive" amb IBM-Europe, que després es va suspendre com a part de la crisi que va passar IBM a mitjans dels anys noranta. El 1995 Titus Leber va dissenyar la guardonada producció Le Monde de Pasteur per a l'Institut Pasteur deParís i la producció 8 Historical Cities of Portugal per al Centro Nacional de Cultura de Lisboa. Durant aquest període també va formar part de la junta directiva de l'escola francesa de cinema La Fémis.
Del 1997 al 2008 va treballar a Bangkok, on va crear la producció de DVD interactiu a gran escala What Did the Buddha Teach?- The life and teaching of Lord Buddha per la Mae Fah Luang Foundation, va desenvolupar el projecte de llargmetratge d'òpera Parsifal- A Buddhist Tale i va formar part de la junta directiva de l'Òpera de Bangkok.
Durant aquest temps va exercir paral·lelament un període com a professor a l'Acadèmia de les arts multimèdia de Colònia (1997 a 1999) on va començar a superposar experimentalment llargmetratges sencers com a part del cicle de conferències "L'experiment de dissociació".
El 2011 T. Leber va ser elegit membre del Parlament Cultural Europeu (ECP), i el seu representant a la Unió Africana des del 2021.
Del 2009 al 2014 va rebre l'encàrrec del govern indonesi de dirigir i produir el projecte multimèdia Borobudur-Paths to Enlightenment, una exploració interactiva completa d'un dels temples budistes més grans del món. Publicació de diversos treballs rellevants.
L'any 2015 T. Leber va fundar la iniciativa "Africa Interactive" amb l'objectiu de portar el patrimoni cultural d'Àfrica al ciberespai.
El 2017 de tornada a Viena fou premiat amb el títol professional de "Professor" pel President Federal de la República d'Àustria i el 2018 nomenat membre de l'Acadèmia Europea de Ciències, Arts i Lletres (AESAL).

## Treballs
- Kindertotenlieder. curtmetratge. 1976. (16 mm, Farbe, 28 Min)
- Fremd bin ich eingezogen. Experimental sobre Franz Schubert. 1978.
- Amina - Symphonie Phantastique. Experimental. 1981.
- Wien interaktiv. 1987/88.
- Sternstunden des Louvre. 1994.
- Historische Städte Portugals. 1997.
- Leben und Lehre des Buddha. 2000.

## Premis
- 1979: Premi d'art Austríac de Cinema
- 1983/1984: Beca Schrödinger del fons per al foment de la recerca científica[10]
- 1995: Grand Prix der International Association for Media in Science
  - Atorgament del Títol professional Professor pel President de la República Federal d'Àustria
- 2018: Nomenament com a membre de l'Acadèmia Europea de les Ciències i les Arts (AESAL)